# Al-Hoceima
Al-Hoceima (arapski: الحسيمة/al-H̨usaymah; francuski: Al-Hoceïma; španjolski: Alhucemas; od strane lokalnog stanovništva često zvana Biya) je grad na sjeveroistočnoj sredozemnoj obali Maroka.
Okrenuta prije svega turizmu (jedno od najvećih kupališta u sjevernoj Africi) i ribolovu, luka Al-Hoceima je s 55.357 stanovnika (2004.) glavni grad istoimene pokrajine u regiji Taza-Al-Hoceima-Taounate te najvažnije gradsko središte u području Rifa, planinskog lanca koji se prostire od grada Tangera na zapadu do rijeke Moulouye na istoku (s vrhom na planini Tidirhine na 2451 m).
Grad leži 155 km zapadno od Ceute i 100 km istočno od Melille. Na 7 km udaljenosti od grada nalazi se Ajdir, rodni grad Abd al-Karim Al-Khattabija. Smješten je na teritoriju rifskog plemena Bucoya koje govori tamazightom.
Zemljopisne koordinate: 35°14'57" N, 3°55'59" W.
U istoimenome zaljevu nalazi se peñón de Alhucemas ( jedan od 5 španjolskih plazas de soberanía) s nekoliko pripadajućih otočića te brojnim hridima.

## Povijest
- Ime grada dolazi od naselja koje je na tome mjestu osnovano u 17. stoljeću.
- 1921. pod španj. generalom Manuelom Fernándezom Silvestreom došlo je do katastrofalnog poraza u Anoualu (Annualu), nedaleko Al-Hoceime, pri kojem su marokanski pobunjenici predvođeni Abd el-Krimom ubili više od 10 000 španjolskih vojnika; Španjolska tako gubi gotovo sva područja osvojena od 1909., osim Ceute i Melille.
- Španjolci su počeli izgrađivati i razvijati grad od 1925., kada je bio poznat pod imenom Villa Sanjurjo, prema generalu koji se tamo iskrcao u vrijeme Rifske pobune protiv španjolske i francuske kolonijalne vladavine na sjeveru Afrike, čiji je vođa bio već spomenuti Abd al-Karim Al-Khattabi
- Od 1926., kada su Španjolci pod generalom Miguelom Primo de Riverom vratili grad u svoje ruke, Al-Hoceima je bila pod španj. suverenitetom sve do marokanske neovisnosti 1956.
- 26. svibnja 1994. grad je pogodio potres jačine 6,0 Mw
- 24. veljače 2004. grad i okolna sela iznova su pogođeni teškim potresom, ovaj puta jačine 6,5 prema Richterovoj ljestvici, čiji je epicentar bio udaljen otprilike 15 km jugozapadno od grada,[1] a koji je prouzročio smrt 564 osobe i uništio nekoliko sela u okolici grada. U samome gradu nastale su samo manje štete.[2]

## Znamenitosti
- Plage du Quemado/Playa Quemada – prekrasna gradska plaža
- brojne španjolske i maurske trgovačke kuće, koje su nakon teškog potresa djelomično obnovljene
- prelijepo lučko pristanište